# Britere
 Ikke at forveksle med Briter.
Britere eller britanner er navnet på det keltiske folk, som beboede De Britiske Øer siden den kristne æra begynder. Britannernes arvinger i Storbritannien er i dag blandt de keltiske folk i Wales, det sydlige Skotland og det nordlige England.
| Folkeslag | Spire Denne artikel om folkeslag eller etnografi er en spire som bør udbygges. Du er velkommen til at hjælpe Wikipedia ved at udvide den. |